# Zajazd Aragoński
Zajazd Aragoński (malt. Berġa ta’ Aragona, ang. Auberge D'Aragon) – jest jednym z ośmiu, zbudowanych na terenie Valletty, miejsc zamieszkania rycerzy zakonnych kawalerów maltańskich zajazdów z tzw. langues (grup językowych). Został zbudowany dla rycerzy z Aragonii, Nawarry i Katalonii za panowania Wielkiego Mistrza Pietro del Monte.
Zajazd Aragoński jest położony przy Triq l-Arċisqof (ang. Archbishop Street), naprzeciw prokatedry św. Pawła przy placu Misraħ Indipendenza. Budynek zachował się w prawie oryginalnym stanie. Miał być tylko tymczasowym miejscem stacjonowania hiszpańskich rycerzy.

## Historia
Budynek został zaprojektowany przez Girolama Cassara, maltańskiego architekta i inżyniera wojskowego, który okresie od lat 60. do 80. XVI wieku zaprojektował oraz nadzorował budowę kilkudziesięciu najważniejszych budynków w stolicy Malty m.in. Pałac Wielkiego Mistrza, konkatedrę świętego Jana oraz Verdala Palace w Siġġiewi. Budowę zajazdu zakończono w 1571 roku. W czasie dużego trzęsienia ziemi, które nawiedziło Maltę w 1693, budynek został uszkodzony. W kolejnych latach zniszczenia naprawiono. Służył zakonowi do roku 1798, do rozpoczęcia francuskiej okupacji Malty, kiedy to został przejęty przez wojska Napoleona. W 1800 roku po zajęciu wyspy przez Brytyjczyków obiekt stał się siedzibą kwatermistrza. W 1822 roku założono w nim drukarnię rządową. W 1842 roku stał się siedzibą biskupa Gibraltaru George’a Tomlinsona. W czasie panowania Brytyjczyków obiekt został nazwany Gibraltar House.
W 1924 roku po wygraniu wyborów przez Ugo Pasquale Mifsuda, budynek dawnego Zajazdu Aragońskiego stał się siedzibą biura premiera Malty. Był nią do 1933 roku, kiedy to urząd premiera Malty został zawieszony przez władze brytyjskie. W czasie II wojny światowej budynek nie uległ większym uszkodzeniom.
Od 2013 roku jest siedzibą Ministry for EU Affairs Malty.
Obiekt został wpisany na listę National Inventory of the Cultural Property of the Maltese Islands pod numerem 01125.